# Adiantum serratifolium
Adiantum serratifolium är en kantbräkenväxtart som beskrevs av Cornelis Rugier Willem Karel van Alderwerelt van Rosenburgh. Adiantum serratifolium ingår i släktet Adiantum och familjen Pteridaceae. Inga underarter finns listade.